# Crvena Jabuka (Babušnica)
Crvena Jabuka (cirill betűkkel Црвена Јабука) egy falu Szerbiában, a Piroti körzetben, a Babušnicai községben.

## Népesség
- 1948-ban 856 lakosa volt.
- 1953-ban 872 lakosa volt.
- 1961-ben 841 lakosa volt.
- 1971-ben 704 lakosa volt.
- 1981-ben 456 lakosa volt.
- 1991-ben 248 lakosa volt
- 2002-ben 126 lakosa volt,[1] akik közül 125 szerb (99,2%) és 1 ismeretlen.[2]